# Gateway, Alaska
Gateway är en ort (CDP) i Matanuska-Susitna Borough, i delstaten Alaska, USA. Enligt United States Census Bureau har orten en folkmängd på 5 552 invånare (2010) och en landarea på 55,8 km².